# HR 8799 b

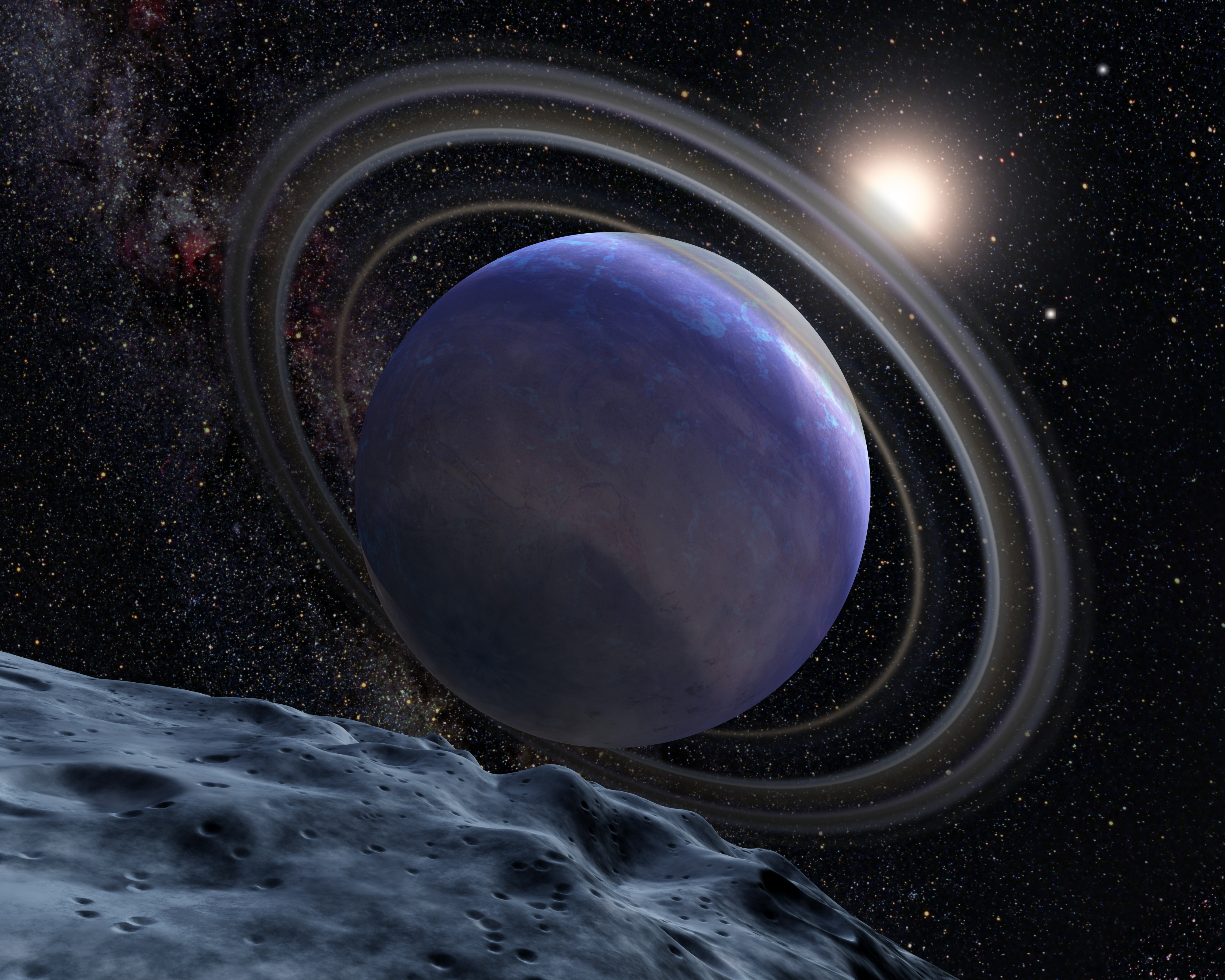
Concepció artística de HR 8799 b.

HR 8799 b és un planeta extrasolar que es troba a aproximadament 129 anys llum a la constel·lació del Pegàs orbitant l'estrella Lambda Boötis HR 8799. La seva massa és entre 5 i 11 vegades la massa de Júpiter i el seu radi és entre un 10 % i un 30 % major que el de Júpiter. El planeta orbita a una distància mitjana de 68 ua (7 ua des de la vora interior del disc circumestelar que envolta l'estel) del seu estel, la seva excentricitat es desconeix i el seu període orbital és de 460 anys. És el planeta més allunyat conegut del sistema de HR 8799. Juntament amb altres dos planetes que orbiten HR 8799, aquest planeta va ser descobert el 13 de novembre de 2008 per Marois et al., usant el Telescopi Keck i l'observatori Gemini en Hawaii. Aquests planetes van ser descoberts usant la tècnica d'imatge directa.